# Menina y moza
Menina y moza (en portugués, Menina e Moça) es la primera novela pastoril de la península ibérica, escrita en portugués por Bernardim Ribeiro. 
Se la conoce como Menina e Moça o Hystoria de menina e moça por la primera frase de la novela, que se volvió un tópico de la literatura portuguesa: Menina e moça me levaram de casa de minha mãe para muito longe.... 
El autor la tituló Livro de saudades o Saudades. Esta novela es la principal obra de Ribeiro.
Es una curiosa fusión de la típica "saudade" del país con el bucolismo clásico.
En 1554, en la oficina del judío emigrado Abraão Usque, en Ferrara (Italia), se editaron las obras de Ribeiro. Menina e Moça fue editada con el título de História de Menina e Moça. Se publicaron posteriormente una segunda edición, de 1557-58, en Évora, con el título de Saudades y una tercera realizada en Colonia a partir de la primera edición.
La segunda edición tiene un prólogo que se acepta comúnmente que fue escrito por el autor. Según el investigador Teixeira Rego, no puede excluirse la posibilidad de que Bernardim Ribeiro fuese de origen hebreo. En verdad, y según el referido investigador, el estilo quejumbroso, algo bíblico, que se encuentra en los primeros capítulos de Menina e Moça, algunos términos utilizados por el autor en esta obra, en particular "transmatação" o "transmigração" (transmigración) y algunas alusiones a persecuciones del pueblo hebreo, implícitas en el hablar de uno de los personajes, pueden ser indicadores positivos de esta hipótesis. A ello se suma el hecho de que el primer editor de Menina e Moça fue un portugués judío exiliado en Italia, el citado Abraham o Abraão Usque.
Por otro lado, y de acuerdo con la afirmación de Hélder Macedo, los textos benardinianos encierran "una meditación mística pesimista ... en torno al amor humano y la saudade". Analizando su contenido, se puede considerar que Menina e Moça tiene un fondo autobiográfico y es, hasta cierto punto, un "roman à clef", definiciones sugeridas por la recurrencia de anagramas (palabras o frases formadas como transposición de las letras de otras: por ejemplo, "Natércia" es anagrama de "Caterina"), tales como: Binmarder (Bernardim), Aónia (Joana), Avalor (Álvaro), Arima (Maria), Donanfer (Fernando), etc.
Aunque Bernardim Ribeiro era lector de autores clásicos como Virgilio, Ovidio, Petrarca o Sannazaro, no era un erudito. Utilizó un lenguaje repleto de arcaísmos.

## Ediciones
Hay una edición reciente en español: Menina y moza, tr. J. M. Carrasco, ed. lit. A. Gallego Morell, Madrid. Ediciones Cátedra, S.A., Col. Letras universales, n.º 109, 05/1992. ISBN (10):84-376-1095-8
- Datos: Q6010266